# Dictyocladium watsonae
Dictyocladium watsonae är en nässeldjursart som först beskrevs av Vervoort 1993.  Dictyocladium watsonae ingår i släktet Dictyocladium och familjen Sertulariidae. Inga underarter finns listade i Catalogue of Life.